# Banámichi
Banámichi är en kommun i Mexiko.   Den ligger i delstaten Sonora, i den nordvästra delen av landet, 1 600 km nordväst om huvudstaden Mexico City. Antalet invånare är 1 464.
Följande samhällen finns i Banámichi:
- La Mora
- Las Delicias